# District de Nyamasheke

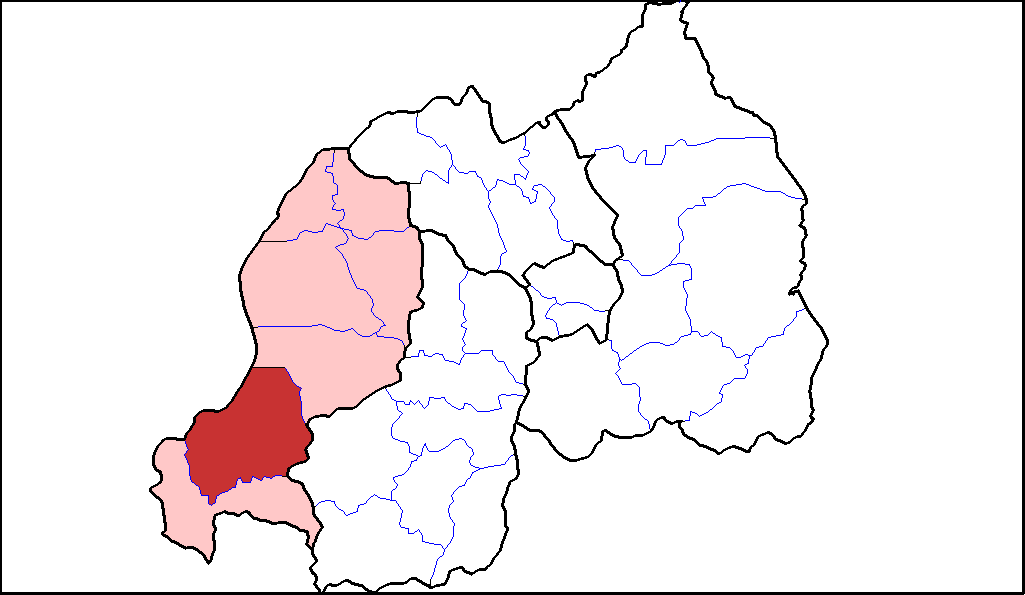
District de Nyamasheke

Nyamasheke est un district du Rwanda ainsi que l'une des grandes paroisses du diocèse de Cyangugu. Il se trouve au bord du lac Kivu au Rwanda.
Il se compose de quinze secteurs (imirenge) : Ruharambuga, Bushekeri, Bushenge, Cyato, Gihombo, Kagano, Kanjongo, Karambi, Karengera, Kirimbi, Macuba, Nyabitekeri, Mahembe, Rangiro, Shangi.
Le chef-lieu est Nyamasheke (ville)  (Kagano).